# Caluya
Caluya é um município de  primeira classe de renda municipal (d) na província Antique, nas Filipinas. De acordo com o censo de 1 de maio  de  2020 possui uma população de 38 908 pessoas e 9 044 domicílios.